# Chloé Dygert
Chloé Dygert (Brownsburg, 1 de enero de 1997) es una deportista estadounidense que compite en ciclismo en las modalidades de pista, especialista en las pruebas de persecución, y ruta.
Participó en cuatro Juegos Olímpicos de Verano, obteniendo cuatro medallas, tres en la prueba de persecución por equipos, plata en Río de Janeiro 2016 (junto con Sarah Hammer, Kelly Catlin y Jennifer Valente), bronce en Tokio 2020 (con Megan Jastrab, Jennifer Valente y Emma White) y oro en París 2024 (junto con Jennifer Valente, Lily Williams y Kristen Faulkner), y una de bronce  en la prueba de contrarreloj en ruta de París 2024.
Ganó nueve medallas en el Campeonato Mundial de Ciclismo en Pista entre los años 2016 y 2024.
En carretera obtuvo cuatro medallas en el Campeonato Mundial de Ciclismo en Ruta entre los años 2019 y 2024.
En los Juegos Panamericanos de 2019 obtuvo dos medallas: oro en la prueba de contrarreloj y oro en pista en la prueba de persecución por equipos.

## Medallero internacional
| Juegos Olímpicos     | Juegos Olímpicos         | Juegos Olímpicos  | Juegos Olímpicos        |
| Año                  | Lugar                    | Medalla           | Competición             |
| -------------------- | ------------------------ | ----------------- | ----------------------- |
| 2016                 | Río de Janeiro (Brasil)  | Medalla de plata  | Persecución por equipos |
| 2020                 | Tokio (Japón)            | Medalla de bronce | Persecución por equipos |
| 2024                 | París (Francia)          | Medalla de oro    | Persecución por equipos |
| Campeonato Mundial   |                          |                   |                         |
| Año                  | Lugar                    | Medalla           | Competición             |
| 2016                 | Londres (Reino Unido)    | Medalla de oro    | Persecución por equipos |
| 2017                 | Hong Kong (China)        | Medalla de oro    | Persecución individual  |
| 2017                 | Hong Kong (China)        | Medalla de oro    | Persecución por equipos |
| 2018                 | Apeldoorn (Países Bajos) | Medalla de oro    | Persecución individual  |
| 2018                 | Apeldoorn (Países Bajos) | Medalla de oro    | Persecución por equipos |
| 2020                 | Berlín (Alemania)        | Medalla de oro    | Persecución individual  |
| 2020                 | Berlín (Alemania)        | Medalla de oro    | Persecución por equipos |
| 2023                 | Glasgow (Reino Unido)    | Medalla de oro    | Persecución individual  |
| 2024                 | Ballerup (Dinamarca)     | Medalla de plata  | Persecución individual  |
| Juegos Panamericanos |                          |                   |                         |
| Año                  | Lugar                    | Medalla           | Competición             |
| 2019                 | Lima (Perú)              | Medalla de oro    | Persecución por equipos |

| Juegos Olímpicos     | Juegos Olímpicos        | Juegos Olímpicos  | Juegos Olímpicos |
| Año                  | Lugar                   | Medalla           | Competición      |
| -------------------- | ----------------------- | ----------------- | ---------------- |
| 2024                 | París (Francia)         | Medalla de bronce | Contrarreloj     |
| Campeonato Mundial   |                         |                   |                  |
| Año                  | Lugar                   | Medalla           | Competición      |
| 2019                 | Yorkshire (Reino Unido) | Medalla de oro    | Contrarreloj     |
| 2023                 | Glasgow (Reino Unido)   | Medalla de oro    | Contrarreloj     |
| 2024                 | Zúrich (Suiza)          | Medalla de plata  | Ruta             |
| 2024                 | Zúrich (Suiza)          | Medalla de bronce | Contrarreloj     |
| Juegos Panamericanos |                         |                   |                  |
| Año                  | Lugar                   | Medalla           | Competición      |
| 2019                 | Lima (Perú)             | Medalla de oro    | Contrarreloj     |

## Palmarés

### Ruta
2017
- Campeonato Panamericano Contrarreloj
- Campeonato Panamericano Contrarreloj Sub-23

2018
- 1 etapa de la Joe Martin Stage Race Women
- 2 etapas del Tour de Gila

2019
- Joe Martin Stage Race Women, más 2 etapas
- 2 etapas del Tour de Gila
- 2.ª en el Campeonato de Estados Unidos Contrarreloj
- Chrono Kristin Armstrong
- Juegos Panamericanos Contrarreloj
- Colorado Classic, más 4 etapas
- Campeonato Mundial Contrarreloj

2021
- Campeonato de Estados Unidos Contrarreloj

2023
- 1 etapa de la RideLondon Classique
- Campeonato de Estados Unidos Contrarreloj
- Campeonato de Estados Unidos en Ruta
- Campeonato Mundial Contrarreloj

2024
- 3.ª en los Juegos Olímpicos Contrarreloj
- 3.ª en el Campeonato Mundial Contrarreloj
- 2.ª en el Campeonato Mundial en Ruta

2025
- 1 etapa del Tour Down Under